# Пиквик (театр)
Театр «Пиквик» (англ. Pickwick) расположен в городе Парк Ридж (пригород Чикаго), штат Иллинойс.

## История
Дизайн разработали Роско Гарольд Зук, Уильям Ф. Маккои и Альфонсо Ланнели, театр был открыл в 1928 году как водевиль сцены и кино. Она получила широкое признание за большой зал и 100-футовую башню, которая появлялась во многих фильмах. Основной зал, построен в виде храма ацтеков и майя. Вместимость театра 1400 человек.
В 1975 году, здание было занесено в Национальный реестр исторических мест США. Сейчас в театре, как и раньше показывают фильмы и живое шоу. В 1990 году управление расширило театр. Были добавлены 3 новых экрана.

## Стоимость билетов (кино)
В театре показывают все фильмы, которые выходят в мировой прокат.
| Все фильмы до 18:00 стоят $5 для всех |
| ------------------------------------- |

| После 18:00 |
| ----------- |

| Все                   | $7 |
| Дети (2-11)           | $5 |
| Лица старше 60-ти лет | $5 |

В настоящее время, театр в основном используется для показа кино. Живого представления в нём почти не показывают.

## Интересные факты
- В театре действует специальная интернет-акция. При подписке на недельные обновления, кружку попкорна вы получаете бесплатно.